# Cinclosoma de Nullarbor
El cinclosoma de Nullarbor (Cinclosoma alisteri) és un ocell de la família dels cinclosomàtids (Cinclosomatidae).

## Hàbitat i distribució
Habita boscos àrids amb acàcies i Spinifex i matolls de la plana de Nullarbor, al sud-est d'Austràlia Occidental i sud-oest d'Austràlia Meridional.

## Taxonomia
Antany aquesta espècie era considerada una subespècie de Cinclosoma cinnamomeum, però avui és considerada una espècie de ple dret, arran els treballs de Toon et col, 2012.